# Estação Ferroviária de Coimbra

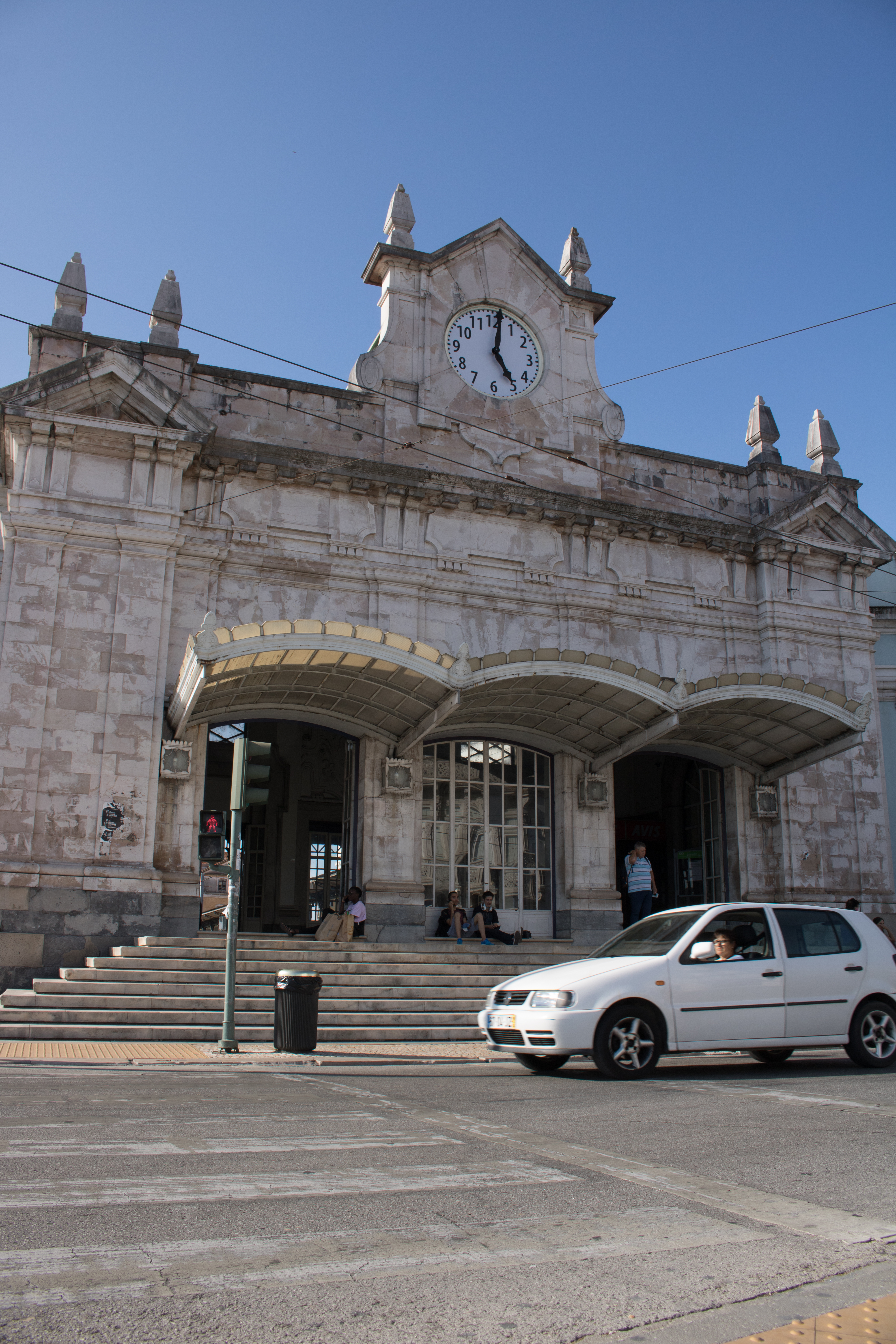
Aspeto da fachada principal.

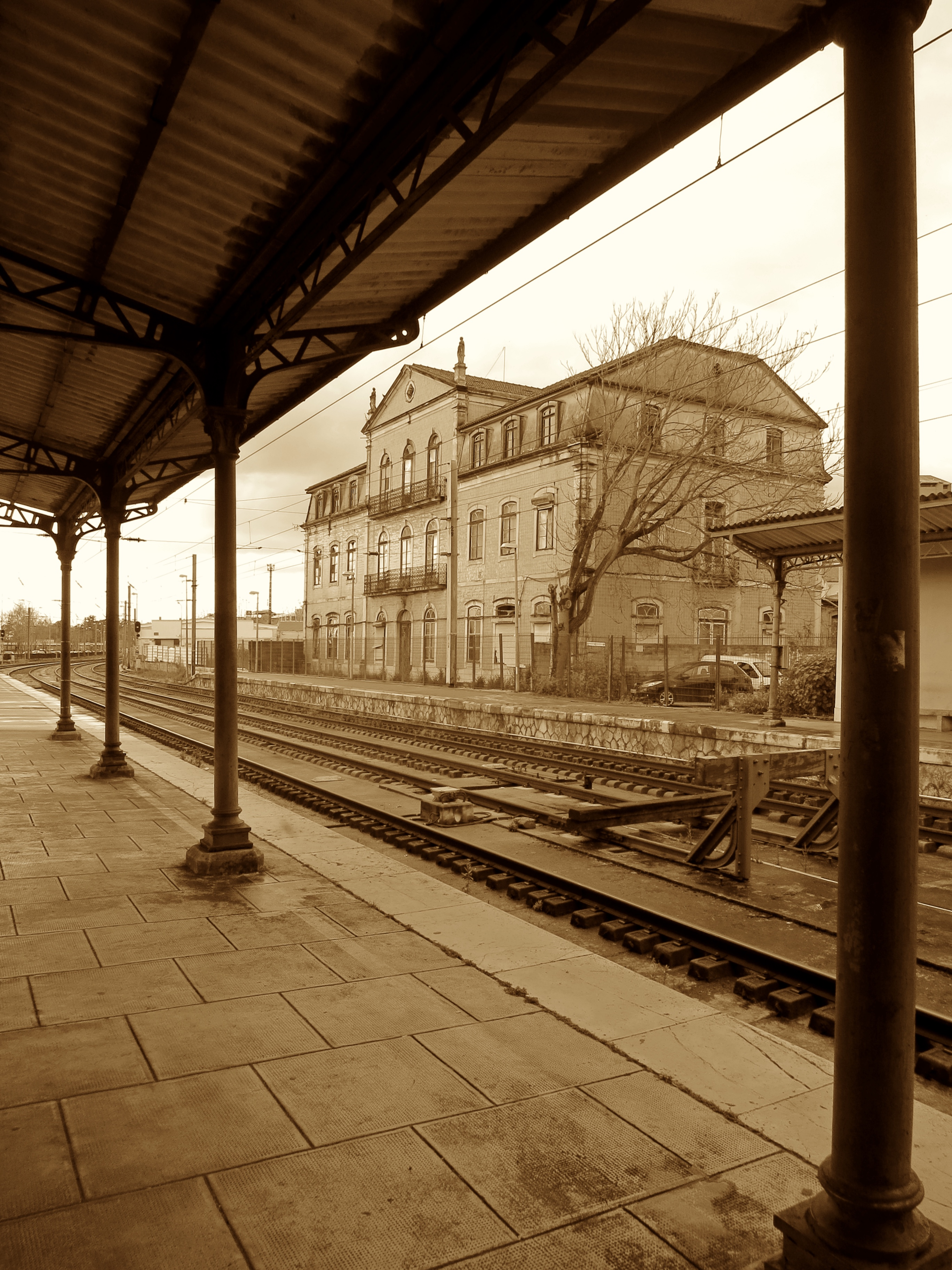
O antigo Grémio da Lavoura visto das plataformas.

A Estação Ferroviária de Coimbra, igualmente conhecida como de Coimbra-Cidade, e popularmente chamada de Coimbra-A e Estação Nova, era uma interface do Ramal da Lousã, que serve a cidade de Coimbra, em Portugal.
Esta estação foi inaugurada pela Companhia Real dos Caminhos de Ferro Portugueses em 18 de Outubro de 1885. Desde 1864 que a cidade de Coimbra era já servida por uma estação da Linha do Norte, Coimbra-B, mais afastada do centro. A abertura do ramal entre esta e a nova estação de Coimbra permitiu levar o caminho-de-ferro para um local mais próximo do centro da cidade. Na altura da abertura da Estação de Coimbra já existiam planos para a construção de uma linha férrea entre Coimbra e o interior do seu distrito (até à Lousã e Arganil); a Estação de Coimbra deixou pois de ser tecnicamente um terminus em 1906, com a inauguração da linha Coimbra–Lousã; o troço inicial da nova linha partilhava o canal rodoviário no centro da cidade e por isso muitos serviços dessa linha não incluíam Coimbra. Igualmente, durante décadas, muitos serviços ferroviários da linha do Norte começavam e iniciavam a sua marcha aqui (e.g., em 1933). Entretanto, em 1931 fora inaugurado o atual edifício de passageiros, desenhado pelo arquiteto Cotinelli Telmo. Na década de 1990 foi apresentado o projeto do Metro Mondego, que defendia a transformação do Ramal da Lousã, no qual esta estação se insere, numa linha de metropolitano ligeiro de superfície, e a quase totalidade do Ramal da Lousã foi encerrada em 2009–2010. Na altura, o troço inicial entre Coimbra-B e esta estação não foi encerrado, pelo que a Estação de Coimbra voltou a ser o terminal provisório do Ramal da Lousã. Da incerta sorte do Metro Mondego depende o destino da Estação de Coimbra, cujo encerramento esteve previsto para 2020. Este encerramento viria a acontecer às 00h20 do dia 12 de janeiro de 2025, com a partida do último comboio suburbano para a Figueira da Foz, ficando as ligações a Coimbra-B asseguradas por autocarros ao serviço da Metro Mondego.

## Caracterização

### Localização e acessos
Esta interface encontra-se junto ao Largo das Ameias, na freguesia da São Bartolomeu, na cidade de Coimbra, apresentando um plano em "U" com três fachadas viradas à via pública:
- A principal, virada a sudeste, no enfiamento da Av. Emídio Navarro, paralela ao Mondego,
- outra virada a nordeste (Rua António Granjo) com saída em varanda,
- e ainda uma fachada em plataforma ferroviária aberta virada a sudoeste e ao Mondego (Av. Cidade Aeminium).[10]

### Infraestruturas
Está ligada a Coimbra-B por cerca de 1,5 km de via única (troço inicial do Ramal da Lousã), apresentando quatro vias de circulação das quais três franquando plataformas: Duas delas terminam no seio da plataforma terminal que o edifício envolve, e uma única via, a mais a sudoeste, corre paralela à Av. Cidade Aeminium e prolonga-se pela Av. Emídio Navarro, franqueando a fachada principal da estação pela sua direita com insersão direta na via pública — caso raro no sistema ferroviário pesado português, onde impera segregação estrita.[carece de fontes?]

## História

### Antecedentes
Durante o planeamento da Linha do Norte pelo engenheiro Wattier, na Década de 1850, considerou-se que a cidade de Coimbra era local obrigatório de passagem para a futura linha, devido à sua importância como centro regional. Com efeito, a cidade deveria não ser só servida da melhor forma possível pela Linha do Norte, que deveria ser desviada se necessário, mas também tornar-se num importante núcleo ferroviário ao ser o ponto inicial da futura Linha da Beira Alta, melhorando desta forma as comunicações entre Coimbra e a região interior. A primeira estação de Coimbra entrou ao serviço em 10 de Abril de 1864, como parte do lanço entre Estarreja e Taveiro da Linha do Norte.
Entretanto, iniciaram-se os estudos para a futura Linha da Beira Alta, desde Coimbra até Espanha, tendo o engenheiro Francisco Maria de Sousa Brandão sido responsável pelo reconhecimento do terreno entre a cidade e a fronteira, em 1859. No entanto, por motivos de ordem técnica, o local de entroncamento foi mudado para a Pampilhosa por uma lei de 23 de Março de 1878.

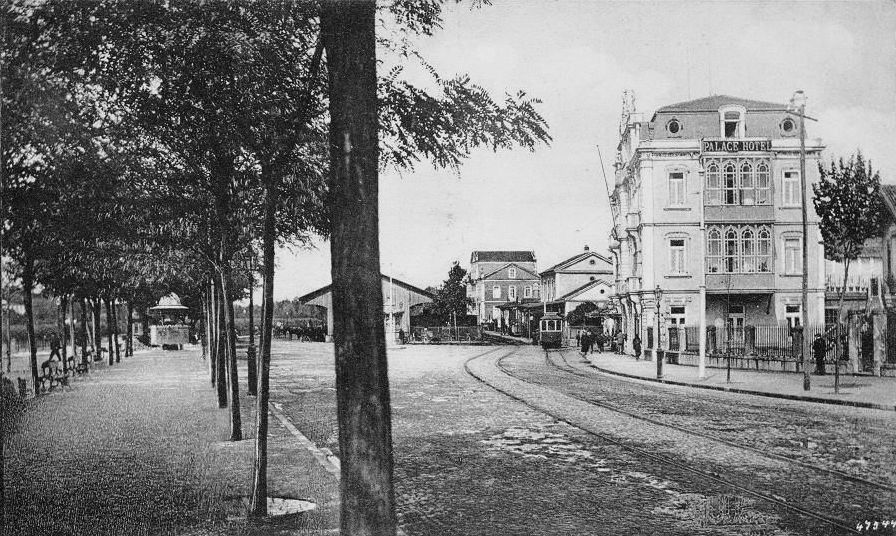
Estação primitiva de Coimbra, edifício modesto junto ao Hotel Palace.

### Planeamento
De forma a compensar a cidade de Coimbra por esta perda, a Companhia dos Caminhos de Ferro Portugueses da Beira Alta, que foi responsável pela construção daquela linha, comprometeu-se a construir uma nova gare ferroviária situada junto ao centro da cidade, com o correspondente ramal de ligação à Linha do Norte. Porém, a Companhia da Beira Alta entrou em conflito com o estado, motivo que levou a que a concessão para o Ramal de Coimbra fosse entregue à Companhia Real dos Caminhos de Ferro Portugueses. em 1883.

### Inauguração e ampliação
Assim, foi pela Companhia Real que a estação central foi inaugurada, em 18 de Outubro de 1885, para servir como terminal do Ramal de Coimbra. No entanto, a avenida de acesso à nova estação só entrou ao serviço em 1889, tendo sido uma das primeiras obras num programa de expansão das vias rodoviárias na cidade de Coimbra. A zona onde se insere a estação tornou-se num dos pontos mais importantes da cidade, devido ao movimento de passageiros, tendo sido construídos ali importantes estabelecimentos hoteleiros.
Em 16 de Março de 1898, a Gazeta dos Caminhos de Ferro noticiou que o jornal Conimbricense tinha proposto a expansão da estação de Coimbra, tanto o edifício de passageiros como nos cais para carga, ideia que teve o apoio das entidades locais. Com efeito, nessa altura a autarquia e várias empresas de Coimbra já tinham começado a discutir como deveria ser feita a angariação dos fundos e as expropriações necessárias para este processo. Em 7 de Fevereiro de 1903, foi elaborado um projecto para a ampliação da estação de Coimbra, que foi aprovado por uma portaria de 27 de Junho. Este documento foi substituído por um novo projecto, datado de 13 de Julho, que foi aprovado pelo governo em 31 de Agosto. Segundo este novo plano, seria necessário ocupar uma extensão de 254 m² para a ampliação, enquanto que o projecto original só necessitava de 162 m². No entanto, esta solução provocou protestos em Coimbra, que consideravam que a ampliação seria prejudicial aos projectos que já existiam para vários melhoramentos na cidade.
Em 8 de Novembro de 1908, o rei D. Manuel II viajou de Lisboa para o Porto, tendo passado pela estação de Coimbra, onde foi efusivamente recebido, tendo os estudantes acompanhado o comboio a pé durante cerca de um quilómetro após a partida.

### Ligação à Lousã
Em 1883, foi assinada a concessão para a linha de Coimbra a Arganil, primeiro como via estreita e depois em bitola larga. A escritura para a construção da linha foi assinada entre a Companhia do Caminho de Ferro do Mondego e Eugène Beraud, em 22 de Fevereiro de 1889.
O primeiro troço do Caminho de Ferro de Coimbra a Arganil, entre esta estação e a Lousã, entrou ao serviço em 16 de Dezembro de 1906.

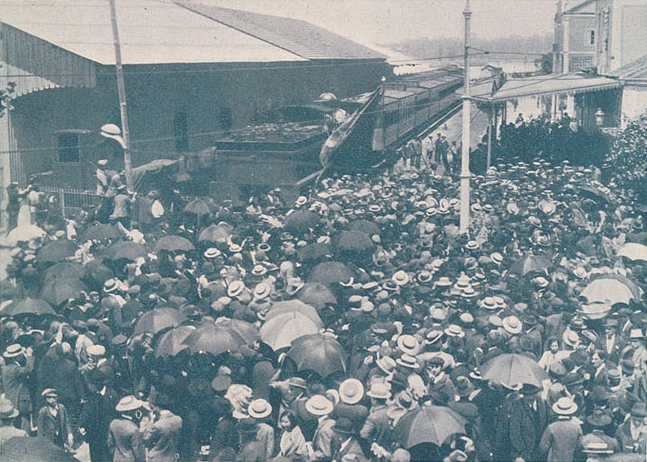
Chegada de António José de Almeida a Coimbra, em 1914.

### Década de 1910
Em 1913, a estação de Coimbra era servida por carreiras de diligências até Lorvão, Chelo, Penacova, Rebordosa, Vila Nova de Poiares, Olho Marinho, Arganil, Góis, Penela, e Várzea de Góis.
Em 16 de Março de 1918, a Gazeta dos Caminhos de Ferro relatou que em breve iria ser ampliada a estação de Coimbra, e deslocalizado o cais para mercadorias.

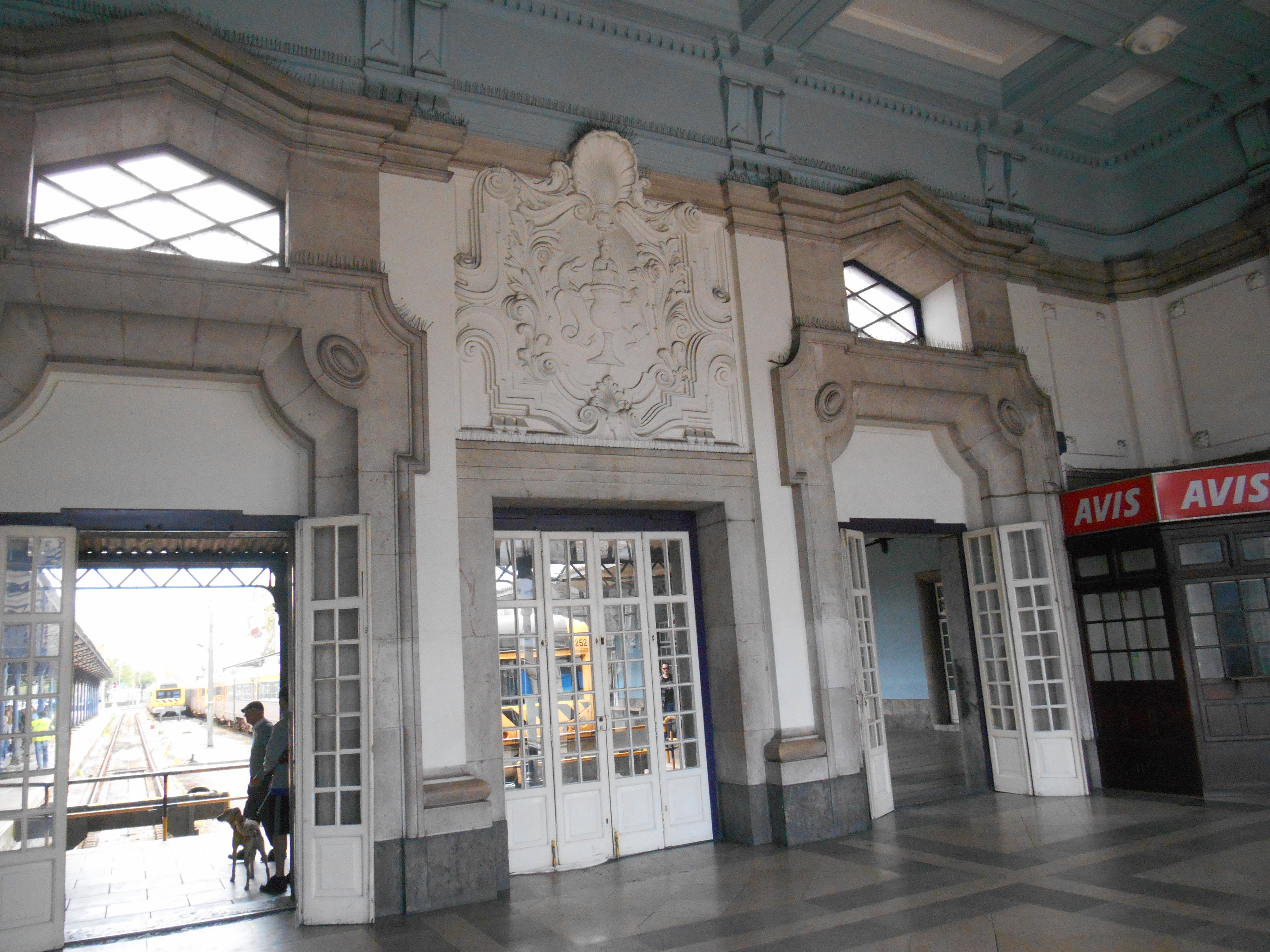
Aspeto do interior da nova estação, inaugurada em 1931.

### Décadas de 1920 e 1930
Em 1923, os arquitectos Cottinelli Telmo e Luís da Cunha foram nomeados pela Companhia dos Caminhos de Ferro Portugueses para refazer um estudo que já existia para o novo edifício de passageiros na estação de Coimbra Cidade. As principais alterações em relação ao plano anterior foram no desenho dos alçados, utilizando uma linguagem classicizante, mais depurada e sóbria. A nova estação foi desenhada de forma a dar um ambiente de ordenação e dignidade urbana, correspondente à sua importância como um grande equipamento público. O edifício apresenta uma mistura de elementos regionalistas e modernistas, acompanhando as tendências em voga nessa altura para a construção dos edifícios públicos. Este modelo foi posteriormente reutilizado por Cottinelli Telmo noutros conjuntos, como o bairro ferroviário Camões no Entroncamento, e as estações de Tomar, Carregado, e Terreiro do Paço. As obras iniciaram-se em 1925 e terminaram em 1931, ano em que a estação foi inaugurada.
Entretanto, em 1927 iniciaram-se os estudos para a revisão do plano para a rede ferroviária nacional, tendo sido nessa altura proposta a alteração do traçado do Ramal da Lousã além de Coimbra, que passaria a ser de via estreita, e sair da estação de Coimbra B. A autarquia de Coimbra sugeriu o encerramento de todo o percurso do ramal na cidade, que seria substituído por linhas de carros eléctricos. Estes planos foram cancelados devido à crise dos caminhos de ferro a partir de 1930.
Em 19 de Maio de 1933, o transporte de passageiros entre Coimbra e Serpins passou a ser feito por uma carreira rodoviária.
Em 1939, a Companhia dos Caminhos de Ferro Portugueses fez grandes obras de reparação no caminho de acesso ao cais de mercadorias de Coimbra.

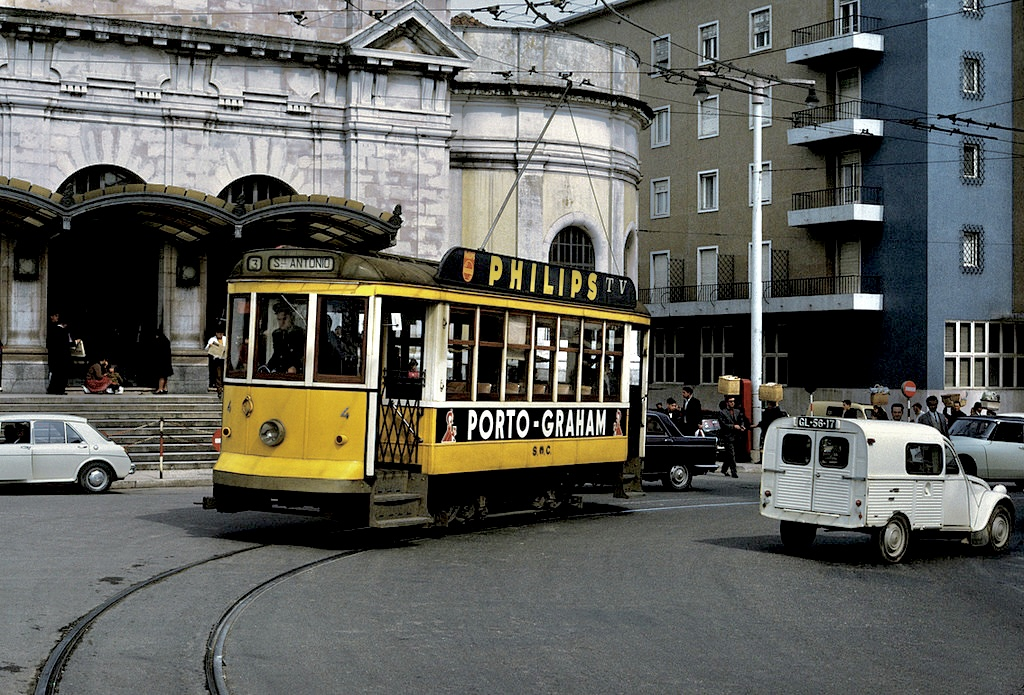
Elétrico de Coimbra circulando em frente da estação, em 1969.

### Década de 1940

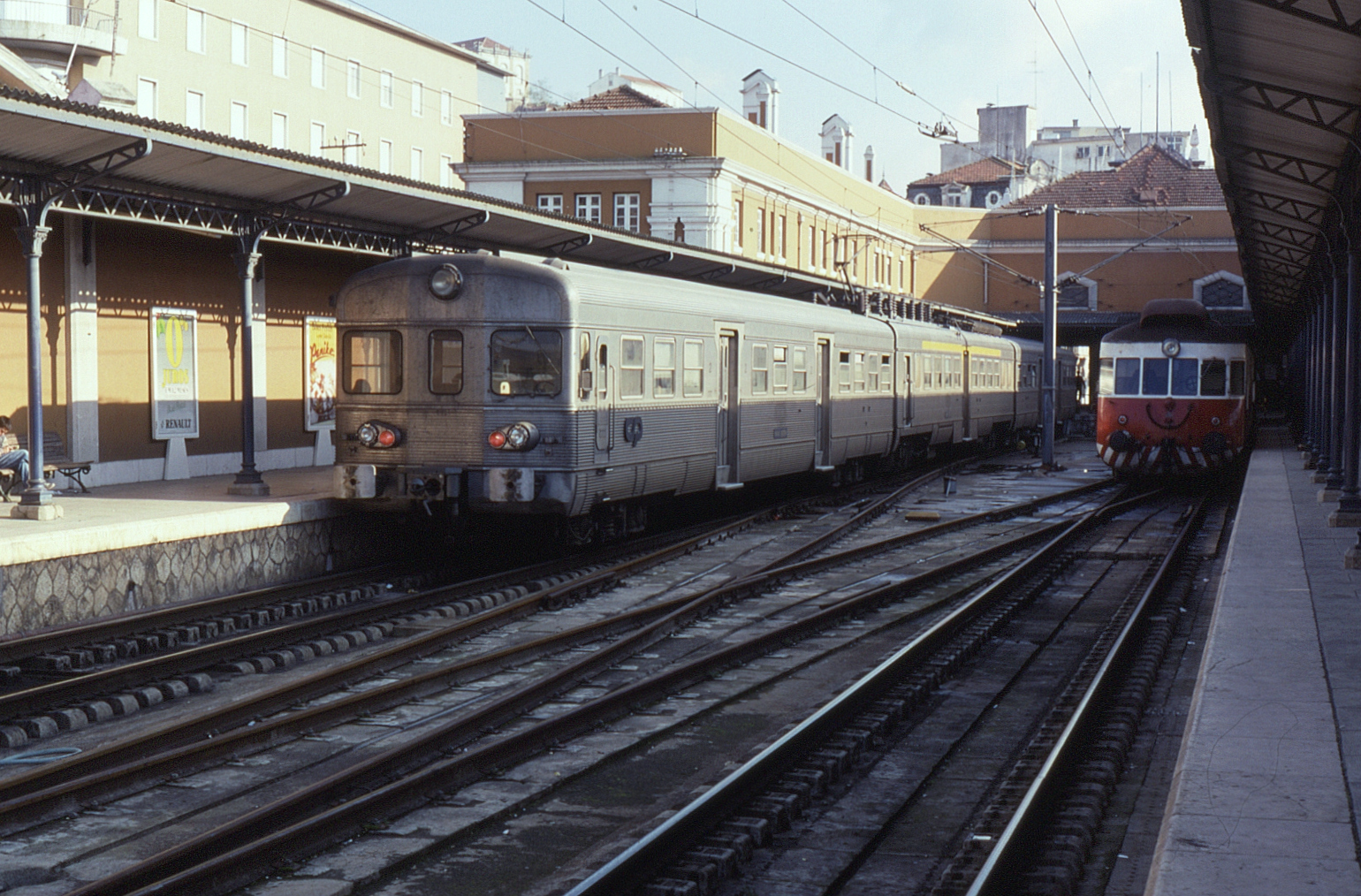
Estação de Coimbra em 1990

Em 1 de Junho de 1949, a Companhia dos Caminhos de Ferro Portugueses introduziu ao serviço uma automotora entre Coimbra e Mangualde, medida que foi bem recebida pela população.

### Década de 2000
Em 14 de Novembro de 2002, um comboio de passageiros descarrilou quando estava em manobras na estação de Coimbra, tendo derrubado um poste de alta tensão e batido contra o muro na margem do Rio Mondego. Este acidente não provocou quaisquer vítimas, uma vez que não havia passageiros a bordo naquela altura, mas levou a uma interrupção temporária da circulação entre as duas estações de Coimbra.

### Encerramento
Na década de 1990 fora apresentado o projeto do Metro Mondego, que defendia a transformação do Ramal da Lousã, no qual esta estação se insere, numa linha de metropolitano ligeiro de superfície. Para isso, a quase totalidade do Ramal da Lousã foi encerrada em 2009–2010. Na altura, o troço inicial entre Coimbra-B e esta estação não foi encerrado, pelo que Coimbra voltou a ser o terminal provisório do Ramal da Lousã. No entanto, devido aos efeitos da crise financeira portuguesa de 2010-2014, as obras do Metro Mondego foram suspensas. Em 2017, o governo português reformulou por completo o projeto, renomeado Sistema de Mobilidade do Mondego: Foi abandonada a ideia do metro ligeiro e optou-se por instalar um sistema de autocarros no canal ferroviário. Em 2018 previa-se que o tráfego ferroviário entre Coimbra-B e Coimbra, e por consequência, esta estação, fosse encerrado em finais de 2020, com o sistema de autocarros elétricos no canal do Ramal da Lousã a entrar em funcionamento em 2021 — o que não se verificou, com Coimbra a constar da oferta dos serviços da C.P. até 2025. Este encerramento viria a acontecer às 00h20 do dia 12 de janeiro de 2025, com a partida do último comboio suburbano para a Figueira da Foz, ficando as ligações a Coimbra-B asseguradas por autocarros ao serviço da Metro Mondego.

## Leitura recomendada
- ANTUNES, J. A. Aranha;  et al. (2010). 1910-2010: o caminho de ferro em Portugal. Lisboa: CP-Comboios de Portugal e REFER - Rede Ferroviária Nacional. 233 páginas. ISBN 978-989-97035-0-6
- CERVEIRA, Augusto; CASTRO, Francisco Almeida e (2006). Material e tracção: os caminhos de ferro portugueses nos anos 1940-70. Col: Para a História do Caminho de Ferro em Portugal. 5. Lisboa: CP-Comboios de Portugal. 270 páginas. ISBN 989-95182-0-4
- VILLAS-BOAS, Alfredo Vieira Peixoto de (2010) [1905]. Caminhos de Ferro Portuguezes. Lisboa e Valladollid: Livraria Clássica Editora e Editorial Maxtor. 583 páginas. ISBN 8497618556
- SALGUEIRO, Ângela (2008). A Companhia Real dos Caminhos de Ferro Portugueses: 1859-1891. Lisboa: Universidade Nova de Lisboa. 145 páginas